# Roud Folk Song Index
Der Roud Folk Song Index ist eine Datenbank mit fast 200.000 Belegen zu nahezu 25.000 mündlich überlieferten englischsprachigen Liedern aus der ganzen Welt. Sie wird von Steve Roud, einem ehemaligen Bibliothekar des London Borough of Croydon, herausgegeben. Der Roud’s Index ist eine Kombination aus dem vor 1900 in gedruckter Form erschienenen Broadside Index und einem „Field-recording index“, der durch Roud selbst zusammengestellt wurde. In ihm sind auch die von Francis James Child in seinen Child Ballads angegebenen Druckwerke und Aufnahmen aus den Jahren 1900 bis 1975 enthalten. Bis 2006 war der Index nur als CD verfügbar. Heute befindet er sich auf einer von der English Folk Dance and Song Society (EFDSS) betriebenen Website.

## Funktion
Die Hauptrolle der Datenbank ist die eines Referenzwerkes für Forschungsarbeiten, in dem die von vielen verschiedenen Sammlern in den vergangenen Jahrhunderten dokumentierten, oft zahlreichen, Versionen traditioneller Volksliedtexte aus Großbritannien und den Vereinigten Staaten zusammengestellt sind.
Die Datenbank kann beispielsweise nach Titel, Anfangszeile des Liedes, Themenkreis und einer Kombination aus einem Dutzend von Suchfeldern durchsucht werden. Für die einzelnen Lieder werden umfassende Informationen angeboten, darunter Details zur Originalquelle und Referenzen, wo sich Text und eventuelle Tonaufzeichnungen im Archiv der EFDDS finden.
Ein ähnliches Verzeichnis, der „Round Broadside Index“, umfasst Belege zu in Flugschriften und anderen billigen Druckwerken bis etwa 1920 erschienenen Liedern. Hinzu kommen viele Varieté-Lieder, Texte von vor dem Zweiten Weltkrieg im Radio auftretenden Darstellern, Notenblätter usw. Die Suchergebnisse umfassen auch Details zum Originalwerk und zu Orten, an denen sich Exemplare der Quellen befinden. Bei traditionellen Quellen des Werkes wird eine Referenz zum eigentlichen Roud Folk Song Index hergestellt.
Die Datenbank ist von der EFDSS als significant index (bedeutsames Verzeichnis) anerkannt und war einer der ersten Einträge, der in der Website nach dem Start der Online-Version durch die Vaughan Williams Memorial Library im Jahr 2006 eingetragen wurde.

## Nummerierungsschema und Kreuzreferenz
Die Datenbank vergibt für jedes Lied eine eindeutige Identifikationsnummer, die mehr oder weniger willkürlich vergeben wird. Da aber bekannte und in alten Quellen enthaltene Nummern zuerst aufgenommen wurden, tragen diese eher niedrige Nummern, während spätere Nachträge höhere Nummern haben. Eng verwandte Lieder erscheinen unter einer gemeinsamen Nummer. Wenn eine vertrauenswürdige Quelle einen Liedtitel angibt, jedoch nicht den Liedtext, erscheint er in der Datenbank unter der Nummer 000.
Kreuzreferenzen sind, soweit das Lied in den entsprechenden Werken enthalten ist, angegeben:
- Nummer in der List of Child Ballads
- „Laws number“, ein System zur Codierung von Volksliedern über einen Buchstaben und zwei Ziffern, entwickelt von George Malcolm Laws in den 1950er Jahren.

## Ähnliche Sammlungen
- Der Traditional Ballad Index der California State University in Fresno umfasst die Roud numbers bis 5000 mit Kommentaren zum Lied, aber weniger Quellen[4]
- Der Folk Song Index ist eine Kooperation der Oberlin College Library und der gemeinnützigen Organisation Sing Out!. Das Verzeichnis umfasst Lieder weltweit mit Schwerpunkt auf englischsprachige Lieder und umfasst 62.000 Einträge und über 2.400 Liedsammlungen.[5]
- Max Hunters Sammlung umfasst 1.600 Lieder, wobei jede Variante eines Liedes eine eigene Nummer erhält.[6]
- James Madison Carpenters Sammlung umfasst 6.200 Textaufzeichnungen und 1000 Wachszylinder, die zwischen 1927 und 1955 aufgezeichnet wurden. Es werden Titel, erste Zeile und Name des in der Quelle genannten Sängers angegeben, wenn vorhanden die Child-Nummer.[7]
- Der in Zusammenarbeit der Stanford University und der Ohio State University entstandene Essen folk song database umfasst vor allem Lieder aus den nicht englischsprachigen Ländern, besonders Deutschland und China.[8]
- Ein ähnliches Verzeichnis lettischer Volkslieder, „Dainu skapis“, wurde Anfang des 20. Jahrhunderts vom lettischen Gelehrten Krišjānis Barons zusammengestellt.